# Viosinho
‘Viosinho’ ist eine autochthone Weißweinsorte in Portugal und wird in der Region Alto Trás-os-Montes und am Douro empfohlen. 
Die früh reifende Sorte liefert leichte Weißweine mit einer kräftigen Säure, wenn sie in den Höhenlagen des Alto Douro wächst. Im Duft sind die Weine blumig mit leichten Anklängen an Aprikose und Zitrusfrüchten. Selten werden reinsortige Weißweine angeboten, die jedoch durchaus einen Ausbau im Holzfass vertragen. Die Sorte findet zum Teil Eingang in den weißen Portwein.

## Synonyme
‘Veozinho Verdeal’.